# Crotalaria polytricha
Crotalaria polytricha är en ärtväxtart som beskrevs av Roger Marcus Polhill. Crotalaria polytricha ingår i släktet sunnhampor, och familjen ärtväxter. Inga underarter finns listade i Catalogue of Life.